# Châtillon-sur-Thouet
Châtillon-sur-Thouet ist eine französische Gemeinde mit 2.675 Einwohnern (Stand: 1. Januar 2022) im Département Deux-Sèvres in der Region Nouvelle-Aquitaine. Die Gemeinde gehört zum Arrondissement Parthenay und zum Kanton Parthenay.

## Geographie
Die Gemeinde liegt am Fluss Thouet unmittelbar nordöstlich von Parthenay.

### Nachbargemeinden
Umgeben wird Châtillon-sur-Thouet von den Nachbargemeinden Viennay im Norden, La Peyratte im Osten, Parthenay im Süden und Südosten, Le Tallud im Südwesten, Saint-Aubin-le-Cloud im Westen und Südwesten sowie Adilly und Amailloux im Nordwesten.

## Bevölkerungsentwicklung
| Jahr      | 1962 | 1968 | 1975 | 1982 | 1990 | 1999 | 2006 | 2012 |
| Einwohner | 898  | 1306 | 2323 | 2874 | 2769 | 2727 | 2865 | 2764 |

## Verkehr
Durch die Gemeinde führt die Route nationale 149.

## Sehenswürdigkeiten

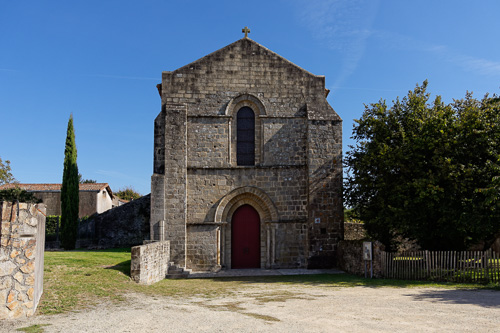
Eglise de la Maison-Dieu

- Kirche de la Maison-Dieu